# Olallamys edax
Olallamys edax és una espècie de mamífer rosegador de la família de les rates espinoses. Viu a Veneçuela i Bolívia, a altituds de més de 2.000 msnm. Es tracta d'un animal arborícola i de costums nocturns. El seu hàbitat natural són els boscos de bambú. Es desconeix si hi ha cap amenaça per a la supervivència d'aquesta espècie.